# Tenhults naturbruksgymnasium
Tenhults naturbruksgymnasium är ett naturbruksgymnasium i Tenhult i Jönköpings kommun. Det grundades 1912 av Jönköpings läns hushållningssällskap och drivs sedan 1943 av Jönköpings läns landsting (numera namnändrat till Region Jönköpings län).
Den organiserade lantbrukarutbildningen i Jönköpings län flyttade sedan starten 1842 på gården Bjädesjöholm i Myresjö socken runt mellan olika gods. Den började på en fast plats 1912, då den inhystes som Tenhults lantmannaskola i folkskolans lokaler i Tenhult. Eleverna inhystes då i rum ute i byn. År 1912 invigdes egna, nybyggda  skollokaler i centrum av Tenhult. Denna skolbyggnad brann ned 1933, varefter en ny anläggning invigdes 1935 på nuvarande plats på den tidigare inköpta gården Vårgårda, strax norr om samhället.
Skolan har idag ett lantbruk med mjölkkor i Klevarp, en gård med hästar i Riddersberg, en trädgårdsanläggning, en djurvårdsanläggning samt ett maskincentrum med verkstad och smedja. Den disponerar över omkring 280 hektar mark.
Skolan drev mellan 1912 och 1971 som huvudkurs en 21 veckors vinterkurs med jordbruks- och husdjurslära. Under 1930-talet tillkom en fyramånaders fortsättningskurs under sommarhalvåret. 
År 1943 övertog Jönköpings läns landsting huvudmannaskapet och 1963 bytte skolan namn till Tenhults lantbruksskola. Den blev gymnasieskola 1971 med en tvåårig jordbrukslinje och namnändrades till Vårhagaskolan. Det gamla namnet Tenhults lantbruksskola återtogs på 1980-talet.
År 1992 blev skolan naturbruksgymnasium, bytte då namn till Tenhults Naturbruksgymnasium och drev treåriga gymnasieprogram med inriktning på jordbruk och på hästskötsel. Senare har dess utbildningar kompletterats med linjer för trädgårdsbruk och djurvård.